# Sprungball

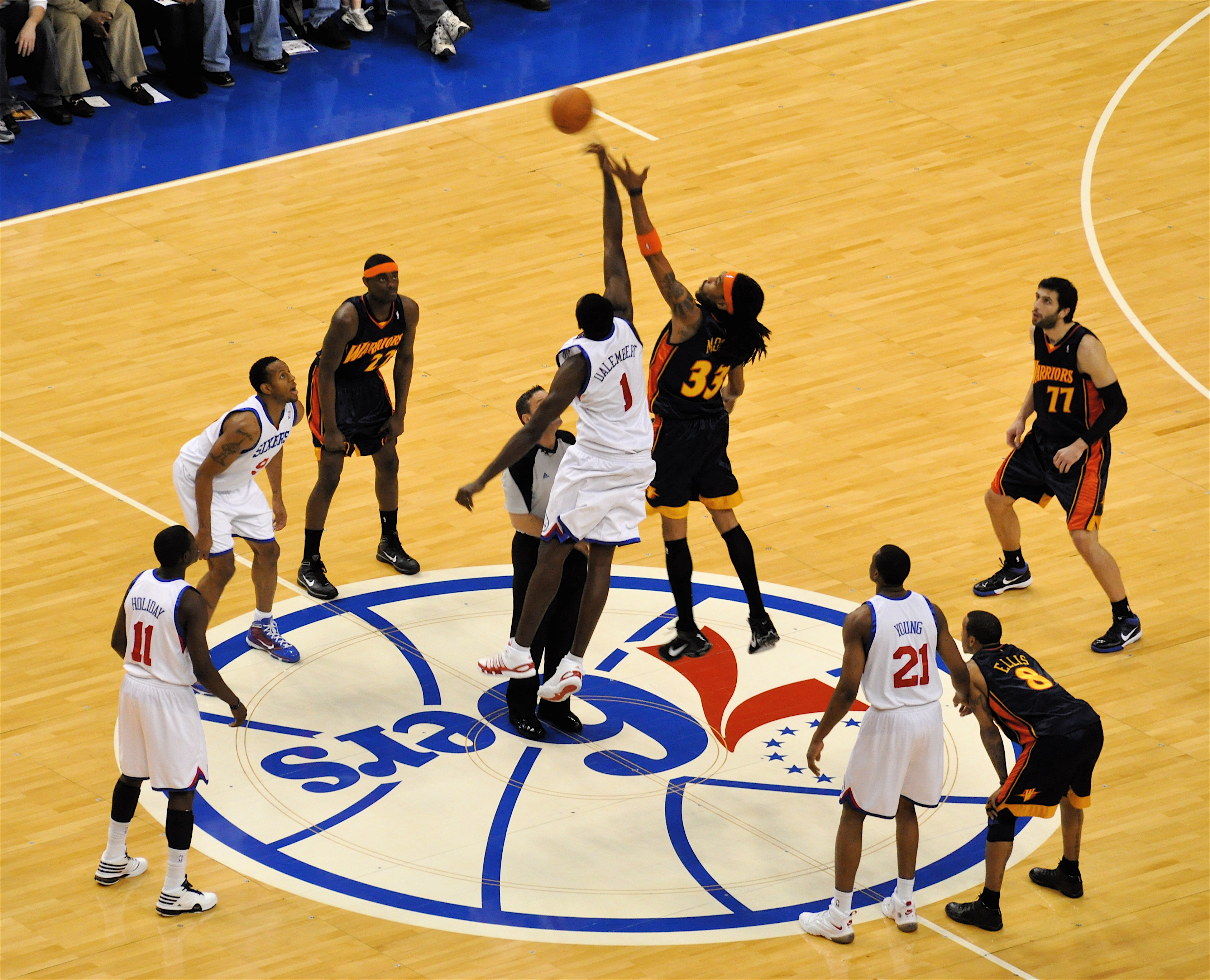
Ein Sprungball.

Der Sprungball ist eine Variante beim Basketball, den Ball in das Spiel zu bringen.
In der NBA kommt er nach wie vor auch im Spiel zum Einsatz, in den meisten anderen Ligen wird er nur noch zu Beginn des Spiels durchgeführt. Früher wurde er auch bei dem Beginn jeder Spielperiode und bei unentschiedenem Kampf um den Ball ausgeführt. Ein Kampf um den Ball ist dann unentschieden, wenn zwei oder mehr Spieler gegnerischer Mannschaften den Ball gepackt haben, und dieser nicht mehr ohne zu großen körperlichen Einsatz gespielt werden kann. Seit 2004 kommt in vielen Ligen (nicht in der NBA) in diesen beiden „Sprungballsituationen“ der so genannte „Einwurfpfeil“ über die Regel „wechselnder Ballbesitz“ zur Anwendung, die beiden Mannschaften in solchen Situationen abwechselnd den Ballbesitz zuspricht. In den Anfangsjahren des Basketballs gab es sogar Sprungball nach jedem Korb. Da dies aber für eine Mannschaft mit einem besonders großen Spieler einen zu großen Vorteil darstellte, wurde dies zugunsten des Einwurfs an der Grundlinie abgeschafft.
Bei der Durchführung des Sprungballs stehen 2 gegnerische Spieler (meistens die Center) in der Mitte der Mittellinie, jeder in seiner eigenen Spielfeldhälfte, Schulter an Schulter. Die restlichen Spieler beider Mannschaften verteilen sich außerhalb des Mittelkreises und dürfen sich dort frei bewegen. Der Ball wird vom Schiedsrichter senkrecht zwischen den beiden Spielern in die Luft geworfen, woraufhin diese möglichst hoch springen, um den Ball in Richtung eines Mitspielers zu tippen, der diesen dann fangen und unter seine Kontrolle bringen kann. Nach korrekter Ausführung des Sprungballes wird die Spieluhr in Gang gesetzt. Jeder der beiden Springer darf den Ball zweimal berühren, danach muss er einen Nichtspringer oder den Boden berührt haben, bevor einer der beiden Springer den Ball selber aufnehmen darf.